# جون بوني
جون بوني هو كاهن كاثوليكي وأسقف بلجيكي، ولد في 10 يوليو 1955 في أوستند في بلجيكا.